# À l'ouest du Jourdain
Pour plus de détails, voir Fiche technique et Distribution.
À l'ouest du Jourdain est un documentaire franco-israélien réalisé par Amos Gitaï et sorti en 2017. Il donne la parole à des personnes engagées contre la colonisation dans les territoires palestiniens illégalement occupés par Israël.

## Fiche technique
- Titre : À l'ouest du Jourdain
- Réalisation : Amos Gitaï
- Scénario : Amos Gitaï
- Photographie : Oded Kirma
- Son : Amos Zipori et Nir Alon
- Montage : Tal Zana et Yuval Orr
- Musique : Amit Poznansky
- Production : Agav Films - Nilaya Productions - France Télévisions
- Pays de production :  France -  Israël
- Distribution (France) : Dulac Distribution
- Durée : 88 minutes
- Date de sortie : France - 21 mai 2017 (Festival de Cannes)[2]

## Sélections
- Festival de Cannes 2017 (Quinzaine des réalisateurs)[3]
- Festival international du film de La Rochelle 2017[4]

### Audio
- Amos Gitaï : J'aime être nourri par la réflexion, pas par la force, France Culture, 6 octobre 2017. Écouter en ligne